# Ibn Abi Asim
Ibn Abi Asim (en arabe : ابن أبي عاصم, Ibn Abi Asim), né en mars 822 à Bassorah et mort le 10 mars 900 à Ispahan, est un mouhaddith, cadi et faqîh irakien.